# الهیات
اِلهیات، خداشناسی، یزدان‌شناسی یا تِئولوژی (به انگلیسی: Theology) مباحث کلامی و معرفتی (مثل ادله برهان) دربارهٔ خدا است. همچنین الهیات مطالعات مدون مفاهیم دربارهٔ خدا و ماهیت گسترش ایده‌های دینی (یکتاگرایی و یکتاپرستی) است. در دوران تبیین، تدوین و اعتلا به شکل مکتبی و نظام‌مند درآمده و در قرون متأخر به صورت رشته مصوب دانشگاهی در دانشگاه‌ها، سمینارها و مدارس آموزش داده می‌شود.
آگوستین قدیس معادل واژه لاتین ثئولوژی (theology) الهیات را چنین تعریف می‌کند: «استدلال و بحث دربارهٔ خدا». ریچارد هوکر خداشناس انگلیسی الهیات را به عنوان «علم امور الهی» تعریف کرده‌است.
واژه الهیات می‌تواند در عین حال به طیف گوناگونی از رشته‌ها و حوزه‌های مطالعاتی گفته شود.
خداشناسان صورت‌های گوناگونی از استدلال‌ها و و تحلیل‌های مختلف فلسفی، کلامی، تاریخی و تجربی را به کار می‌برند تا از شمار زیاد موضوعات دینی دفاع کنند، یا از آن‌ها انتقاد کنند یا آن‌ها را بفهمند و تبیین کنند.
الهیات می‌تواند الهی‌دانان را به صورت‌های زیر کمک کند:
- فهمیدن درست‌تر سنت‌های دینی‌شان،[۵]
- فهمیدن درست‌تر سنت‌های دینی دیگر[۶]
- مقایسه کردن میان سنت‌های دینی[۷]
- دفاع یا توجیه از یک سنت دینی
- تسهیل اصلاح کردن یک سنت خاص[۸]
- کمک به تبلیغ یک سنت دینی[۹]
- توجه به منابع یک سنت برای مخاطب قرار دادن برخی وضعیت‌ها و نیازهای حاضر[۱۰]
- توجه به منابع یک سنت برای جستجوی راه‌های ممکن تفسیر جهان[۱۱]
- کاوش ماهیت الهی بدون ارجاع به سنتی خاص
- چالش یا مخالفت یا یک سنت دینی یا یک جهان‌نگری دینی

## تاریخ الهیات

### الهیات دریونان

#### پیشینه
پیشینه الهیات در یونان به دوران قبل از سقراط برمی‌گردد. در زمان پارمنیدس که او را پدر متافیزیک می‌نامند الهیات و متافیزیک در هم ادغام شده بود و بحث متافیزیک پارمنیدس با الهام از عالم غیب بود. افلاطون و ارسطو به ترتیب با مبنا قراردادن ایده و واقعیت و نیز با جدا کردن مباحث عالم غیب از متافیزیک الهیات یونانی را از متافیزیک به‌طور جزئی جدا کردند، اما مفاهیم استعلایی هنوز در متافیزیک افلاطون وجود داشت. در قرن‌های بعد با بحث صرف دربارهٔ وجود در معنای کلی آن متافیزیک به‌طور کامل از الهیات جدا شد.

## واژه‌شناسی
تئولوژی (Theology) در انگلیسی از واژهٔ یونانی ثئولوژیا (θεολογία) مشتق شده‌است. خود واژه ثئولوژیا از ثئوس (Θεός), به معنای خدا و لوژیا (-λογία), به معنای گفته‌ها و حکمت‌ها و اندرزها بکار می‌رفته‌است. لوژیا با واژه لوگوس مرتبط است است که به معنای واژه، گفتار یا استدلال است. این واژه پس از آن به لاتین به صورت ثئولوژیا (theologia) و وارد زبان فرانسه به صورت ثئولوژی (théologie) می‌شود. معنایی که این واژه در انگلیسی دارد بخش اعظمی از آن معنا مربوط به معادل‌های لاتین و یونانی است که در کاربردهای مسیحی پدرشناسی یا پدرشناسی (پاتریولوژی) و تاریخ الهیات مسیحی بکار رفته‌است. به نظر می‌رسد اولین کسی که واژه الهیات را بکاربرده، افلاطون در رسالهٔ جمهوریت است که واژه میتولوژی (θεολογία) را در دهان سقراط گذاشته‌است. ارسطو فلسفه نظریه را به سه بخش ریاضیات، طبیعیات یا فیزیک و الهیات تقسیم کرد. نزد ارسطو، الهیات مطابق با متافیزیک بود که در مورد گفتار درباب الوهیت بود. منابع رواقی همچون مارکوس وارو بیان می‌کنند که می‌تواند سه نوع گفتار و بحث در باب امر الهی را از هم متمایز کرد: میتولوژی که در ارتباط با اسطوره‌ها و خدایان یونان بوده‌است، عقلانی که مربوط به تحلیل فلسفی خدایان و جهان‌شناسی است، و مدنی که در باب آداب و رسوم دینی عام است.

### متاله
واژه «متالِّه» (که به صورت [ م ُ ت َ ءَل ْ ل ِه ْ ] تلفظ می‌شود) به کسی اطلاق می‌شود که به علم الهیات اشتغال دارد. این واژه همچنین به معنای پرستنده، حکیم، عارف، متصوف، زاهد و عابد است. در واقع متالِّه به آن که خدا را پرستش کند و این کار همیشگی‌اش باشد، اطلاق می‌شود. متالِّه به کسی گفته می‌شود که افکار و جستجوهای درونی‌اش همواره به شکل علاقه به شناختن و پرستش یک نیروی والاتر دیده می‌شود. این گونه افراد ممکن است به علم الهیات اشتغال داشته باشند و در مقام‌هایی همچون واعظ، کشیش و یا به طور کلی خداشناس ظاهر شوند. واژه «متالِّه» از کلمه «تَأَلُّه» گرفته شده که اصطلاحی در فلسفه و عرفان بوده و ژرف‌اندیشی در حکمت الهی معنا می‌دهد. واژه «تَأَلُّه» مصدر باب تَفَعُّل از واژۀ الاه، در لغت به معنای تعبّد و تنسّک بوده و مُتَألِّه به کسی گفته می‌شود که فلسفۀ زندگی خود را بر مبنای وجود‌ الاه بگذارد و طریقۀ تفکر او، ذوق و شوق و کشف و شهود باشد. همتای این کلمه در انگلیسی، واژه «Deify» است.

## الهیات در مسیحیت
الهیات، به معنی خداشناسی است که مبین تعریف، توصیف و شناخت خدا در یک دین است. در الهیات مسیحی، بحث محدود به وجود خدا نمی‌ماند بلکه موضوعات دیگری نیز مورد مطالعه و تحقیق قرار می‌گیرند. موضوعات عمدهٔ الهیات مسیحی عبارت‌اند از: خداشناسی، مسیح‌شناسی، تثلیث، نجات‌شناسی، کتاب مقدس و آخرت‌شناسی.
مسیحیت در اوایل ظهور طی چهار قرن، دین یکه‌تاز میدان نبود و می‌بایست با اندیشه‌های فلسفی و عقاید دینی سراسر امپراتوری روم، مصر و فارس مبارزه کند. در جریان این کشمکش‌ها الهیات مسیحی بنا شده، رشد کرد و شکل گرفت. بعد از قرن شانزدهم نیز دستخوش اندیشه‌های دوران روشنگری و آزاداندیشی بوده و به همین دلیل است که تأثیر الهیات مسیحی به‌صورت گسترده بر جوامع شرق و غرب مشهود است. آزادی بیان و فکر در دنیای امروز غرب امکان این را فراهم آورده تا هر فرقه و حتی هر کلیسا، الهیات مختص و منحصر به‌خود را شکل دهد. به همین دلیل ناممکن است که تعریف واحد از الهیات مسیحی ارائه داده شود که بتواند تمام دیدگاه‌های موجود فرقه‌ها و کلیساها را دربرگیرد؛ ولی، این به معنای اختلاف و تضاد کلی میان این دیدگاه‌ها نیست. همهٔ کلیساها در موضوعات عمده دین مسیحیت باهم هم‌نظراند. آنچه الهیات کلیساها را از هم جدا می‌سازد، اختلاف‌ها بنیادی نیست، بلکه تفاوت‌های فرعی است.
مناسب است الهیات مسیحی را از دو جنبه به‌طور فشرده مورد بررسی قرار دهیم؛ یعنی از دیدگاه الهیات محافظه کار و الهیات لیبرال یا آزاداندیش.
موضوعات مورد بررسی ما این‌ها اند:

### خدا در الهیات مسیحی
خدا در الهیات مسیحی صرفاً یک قدرت نامحدود نیست بلکه خدا دارای شخصیت است. خدا در ماهیت اش درای صفات ذاتی و اخلاقی است.
بحث ماهیت خدا وحدانیت را نیز دربر می‌گیرد. وحدانیت خدا در الهیات مسیحی به این معناست که فقط و فقط یک خدا وجود دارد. یک موجود الهی که شایسته پرستش و عبادت است.
خدا آفریدگار و معمار تمام کاینات و خلقت است. تمام خلقت، در نهایت، تحت فرمان و اراده‌ای او می‌باشد. خدا حکمفرمای مطلق در خلقت است که هیچ نیازی ندارد.

#### تثلیث
تثلیث یکی از اعتقادات بنیادین مسیحیت است که بر اساس آن خدای یگانه در سه شخص خدای پدر، خدای پسر (که در عیسی مسیح تجسم پیدا کرد) و خدای روح‌القدس می‌باشند. این سه ذات یکسانی داشته ولی از هم متمایز می‌باشند.

### نجات‌شناسیرستگاری‌شناسی
رستگاری‌شناسی از رشته‌های فرعی در دین‌شناسی است. رستگاری‌شناسی مبحثی است که به بررسی مسئله نجات و رستگاری نهایی بشر در ادیان گوناگون می‌پردازد. بحث‌هایی چون امکان رستگاری در ادیان، چگونگی رستگاری، رابطه شریعت و رستگاری و همچنین چیستی رستگاری در ادیان مختلف زیر این عنوان قرار می‌گیرند. اما منظور از آن در اینجا بررسی چگونگی نجات با دست‌آویزی به تعالیم مسیحیت است.

### مطالعاتکتاب مقدس
برخی الهی‌دانان مسیحی به‌طور تخصصی در حوزه مطالعات کتاب مقدس فعالیت می‌کنند.

### آخرت‌شناسی _فرجام‌شناسی
الهیات محافظه کار، الهیات رسمی تقریباً همه فرقه هاست (ارتودکس، کاتولیک، پروتستانت و فرقه‌های غیروابسته). محافظه کاران، چه معنوی باشند یا مدرن، الهیات و تعلیم پدران کلیسا را حفظ می‌کنند. الهیات لیبرال آنگونه که از نامش پیداست، بیانگر دیدگاهای آزاد کلیساها و افرادیست که الهیات رسمی مسیحی را نمی‌پذیرند. آن‌ها طرفدار مکتب اصالت عمل پراگماتیسم هستند که ادعا دارد ایمان باید در چوکات جهان ایده و ایدئالیسم مطالعه شود که در جهان ایده هیچ چیزی ثابت و قطعی نیست بلکه نسبی. همچنان ایمان باید در محدوده فریضه‌های معقول و استدلال منطقی باقی ماند.

## الهیات در اسلام
الهیات یعنی آنچه مربوط به اله باشد و علم الهی یکی از اقسام حکمت می‌باشد چون حکمت شامل ریاضیات، طبیعی، و علم الهی می‌شود. علم الهی یعنی علم خداشناسی و خداشناسی در اسلام به معنی شناخت الله و مقربان اوست (لغت‌نامه دهخدا؛ واژه اله). علم الهیات به معنای مصطلح و مفهوم عرف فلسفه و کلام، مباحثی است مربوط به شناخت خدا و اثبات وجود او و صفات جلال و جمال او، از صفات ثبوتیه و سلبیه و صفات ذات و فعل.

### موضوع و مباحث الهیات اسلامی
مباحث و مسائل علم الهی یکی از متون حکمت است، حکمت الهی به معنی اعم حکمت مابعدالطبیعه است. علم اعلی شامل عقل و آثار آن در عالم جسمانی و روحانی، واجب الوجود، وحدانیت و نعوت جلال و فضل و عنایت او، ماوراءالطبیعه می‌گردد و می‌توان گفت در الهیات از اثبات خدا و ادله‌ای که بر وجود او اقامه شده‌است و نیز صفات کمالیه او و افعال تکوینی و تشریعی او که بر حسب حکمت و لطف، صدور آن از او به اراده و اختیار واجب است، بحث می‌کنیم؛ و همچنین از سنتهای الهی در عالم خلقت و تکوین و عالم تشریع و تکلیف و نتایج و غایات افعال الهی و از افعالی که از او صادر نمی‌شود و عنایات عامه و خاصه او نسبت به بندگان بحث می‌کنیم. در این مفهوم تمام مباحث توحیدی، نبوت و شرایع و فلسفه تشریع و معاد و هر چه از جنود غیبی و ظاهری اوست، یعنی تمام علوم اسلامی وارد می‌شود.

### سیر تاریخی علم الهیات اسلامی
الهیات در اسلام از ابتدای حیات دین اسلام آغاز شده‌است. ابن ابی‌الحدید که از دانشمندان اهل سنت می‌باشد می‌نویسد: حکمت و بحث در امور الهی فن احدی از عرب نبود و در کوچک و بزرگ آن‌ها سابقه نداشت و نخستین کس از عرب که در این علوم خوض کرد علی بود که مباحث دقیق توحید و عدل در سخنانش پراکنده‌است. در فلسفه، علم الهیات به دو قسمت تقسیم می‌شود: الهیات به معنی اعم و الهیات به معنی اخص.
الهیات به معنی‌الاعم امور عامه فلسفه است یعنی وجود و احوال وجود، و الهیات بمعنی‌الاخص مربوط به مفاهیم متافیزیکی در مورد خدا.

## الهیات به مثابه یک رشته مدون مصوب دانشگاهی
تاریخ مطالعه الهیات در موسسات آموزش عالی به قدمت خود این موسسات است. برای نمونه تاکسیلا، مکان اولیه برای آموزش ودایی بوده‌است و محتملا به قرن ششم قبل از میلاد یا قبل تر بازمی‌گردد.
آکادمی افلاطون که در آتن در قرن چهارم قبل از میلاد بنا نهاده شد، به نظر می‌رسد شامل موضوعاتی در زمینه الهیات بوده‌است. تایسوه یا آکادمی سلطنتی آموزش در چین تعالیم کنفوسیوس را در قرن دوم قبل از میلاد تعلیم می‌داده‌است.مدرسه نصیبین مرکز یادگیری مسیحی از قرن چهارم پس از میلاد بود. نالاندادر هند مکانی برای آموزش‌های عالی بودایی در قرون ۵ و ۶ پس از میلاد بوده‌است.
دانشگاه قرویین در مراکش، و دانشگاه الازهر مصر مرکز یادگیری اسلامی در قرن یازدهم بوده‌اند. دانشگاه‌های مدرن غربی از نهادها و مدارس رهبانیت و علی‌الخصوص مدارس کلیسایی اروپای غربی در دوره قرون وسطای عالیه است. به کسی که دانش‌آموخته الهیات باشد «متأله» گفته می‌شود.